# Folke-Fienden
Folke-Fienden var et dansk tidsskrift, udgivet og forfattet af Johan Werfel, som udkom i perioden 7. juli 1794 – august 1795.

Werfel skriver i programartiklen i bladets første nummer, at 
| Citat                         | Naar den er Folkets Ven, der betjener sig af nedrigt Hyklerie, der søger at binde Folket en Standsforskjel paa Ærmet, ... der uophørligt pukker paa de redeligste og oplyseste Borgeres Handlinger, der bestræber sig for at besmykke falsk Daad, hemme Oplysning og hjemle Slendrian og Vanetroe ... med eet Ord, har alle Symptomer af den kjøbte Slave, den leiede Træl - da er nødvendigen den Folkets Fiende, der med et varm Hjerte elsker sin Konge, sit Fødeland og sine retskafne Medborgere ... og da er Forfatteren af dette Blad Folkets dødeligste, Folkets uforsonligste Fiende, da skal ingen ivrigere bestræbe bsig for at vise det sit inderlige, sit ufogjengelige Fiendskab end han." | Citat |
| Folke-Fienden, nr. 1, s. 1-2. | |       |

Werfel hentyder her til bladet Folkevennen, som var et blad der, ved hjælp af grove udtryk og personangreb, forfægtede enevælden og bekæmpede de frihedstanker som var baggrunden for f.eks. den Franske Revolution. Werfel oprettede således sit blad som direkte modstykke til Folkevennen, og der optrådte også i næsten hvert nummer en klumme med titlen "Udsigt og Commentaire over Folkevennen", hvori Werfel kritiserede de påstande som Folkevennen bragte. F.eks. var det Werfel der stillede spørgsmål til prins Carl af Hessens rolle i forbindelse med Folkevennen.
Men Folke-Fienden var også Werfels personlige talerør, og det ses i de mange udfald mod teaterchefen grev Ferdinand Anton Christian Ahlefeldt, disse optrådte næsten ligeså hyppigt som kommentarerne over Folkevennen. Werfels udfald mod denne blev til sidst så grove at der blev anlagt sag, og Werfel blev idømt en bøde på 1000 rigsdaler for injurier. Det var sandsynligvis dette store pengebeløb der var årsag til at bladet gik ind.